# Nederlands Instituut in Sint-Petersburg
Het Nederlands Instituut in Sint-Petersburg (NIP) is de vertegenwoordiging van Nederlandse universiteiten in Rusland. Het instituut vormt een draaischijf tussen Rusland en Nederland op het vlak van hoger onderwijs, cultuur en wetenschap. Het instituut stimuleert verder de studie van het Nederlands en bevordert de samenwerking tussen Nederlandse en Russische universiteiten.
Het Nederlands Instituut in Sint-Petersburg werd opgericht in 1997 door de Universiteit van Amsterdam, de Universiteit Leiden, de Universiteit Utrecht de Rijksuniversiteit Groningen, de Vrije Universiteit van Amsterdam en de Radboud Universiteit Nijmegen. Het bestuur wordt gevormd door het College van Bestuur. De penvoerder van het instituut is de Universiteit van Amsterdam. Een Wetenschappelijke Adviesraad adviseert het College van Bestuur en de directie van het Instituut.

## Geschiedenis
Na een moeizame start in een pand op een binnenplaats aan de Italiëstraat (achterzijde van Hotel "Europa") is in 1998 het Instituut verhuisd naar het noorden van de stad. Pas daar, in een bedrijvencomplex beheerd door een Noorse onderneming waar ook het Noors Universitair Centrum gehuisvest is, kon het Instituut beginnen aan de uitvoering van zijn missie en kerntaken. In 1999 kon het Instituut op de nieuwe locatie worden geopend door de Nederlandse ambassadeur in aanwezigheid van tal van hoogwaardigheidsbekleders uit binnen- en buitenland.
- Library of Congress Control Number: no2005034345
- Virtual International Authority File: 144605753